# 周开亚
周开亚（1932年—），男，浙江奉化人，中国动物学家，曾任南京师范大学教授、博士生导师。